# Мячково (аэродром)
Мя́чково — аэродром в Раменском районе Московской области. Расположен в 1 км севернее деревни Верхнее Мячково в 16 км от МКАД по Новорязанскому шоссе. До 2009 года являлся аэропортом.
По состоянию на 2012 год используется как спортивный аэродром, а также как посадочная площадка для вертолётов и самолётов массой до 25 т государственной авиации (лётный отряд ГУВД Москвы на вертолётах Ка-226 и учебный центр «Кондор-М» на вертолётах Robinson R44 и Eurocopter EC120) и гражданской авиации (на самолётах Tecnam P2002 Sierra авиакомпании «Челавиа»).
Аэродром занимает площадь 128,5 га. На территории располагается 2 частных аэроклуба, входящих в Федерацию Любителей Авиации. Аэродром обеспечивает управление воздушным движением, предоставление коммунальных услуг аэроклубам, а также проведение медицинского предполётного осмотра пилотов. Техническое обслуживание и заправка самолётов осуществляются непосредственно самими аэроклубами.
Также использовался как автодром, в том числе для соревнований в рамках чемпионатов России по кольцевым гонкам (для них были приспособлены отремонтированные аэродромные дороги и рулёжные дорожки).
До 2009 года аэродром «Мячково» имел 3 класс, принимал самолёты Ан-30, Ан-26, Ан-24 и все более лёгкие.

## История
Основан в 1941 году как аэродром спецназначения: здесь базировался 229-й лётный отряд антарктической авиации, который проводил исследования Арктики и Антарктики (на самолётах Ли-2, а с 1950-х годов — Ил-14).
В 1965 году создан Мячковский объединённый авиаотряд.
До начала 1990-х штат сотрудников аэропорта составлял 3750 человек и состоял из 4 лётных отрядов:
- отряд аэрофотосъёмки — самолёты Ан-30 (27 штук), выполнявшие аэрофотосъемку на территории СССР и за рубежом.
- 305-й отряд — вертолёты Ми-8, занимавшийся разведкой нефти и газа в Сибири.
- 325-й отряд — самолёты Ан-2, проводившие авиационные работы в Краснодарском и Ставропольском краях, средней полосе России, в Казахстане и Украине.
- 340-й отряд — вертолёты Ми-2 — авиационные работы в различных регионах СССР.

В 1993 аэропорт был приватизирован: создано ОАО «Мячковские авиационные услуги» (контрольный пакет акций принадлежал государству). К концу 1990-х в аэропорту насчитывалось 137 штатных работников — одна лётная эскадрилья аэрофотосъемки (самолёты Ан-30).
В июле 2004 года 60 % акций аэропорта были приобретены группой компаний «ФИНПРОМКО». Сумма сделки составила более 100 млн рублей.
В 2004—2005 годах эксплуатация аэродрома была временно приостановлена из-за выявленных нарушений в организации полётов. Поводом для этого стала катастрофа самолёта Ли-2 (бортовой номер 01300 ФЛА РФ) 26 июня 2004 года, в которой погибло 4 человека, повреждено 3 жилых дома в деревне Заозерье. Группой компаний «ФИНПРОМКО» проведён ряд мероприятий по ремонту и восстановлению объектов инфраструктуры аэродрома.